# Peru International 1996
Die Peru International 1996 im Badminton fanden vom 29. Mai bis zum 1. Juni 1996 statt. Auf der IBF-Turnierskala erreichte es die Wertung C.

## Sieger und Platzierte
| Disziplin    | Gold                                   | Silber                               | Bronze                            |
| ------------ | -------------------------------------- | ------------------------------------ | --------------------------------- |
| Herreneinzel | Kenneth Erichsen                       | Mario Carulla                        | Pedro Yang                        |
| Herreneinzel | Kenneth Erichsen                       | Mario Carulla                        | Miguel Arguelles                  |
| Dameneinzel  | Adrienn Kocsis                         | Lorena Blanco                        | Sandra Jimeno                     |
| Dameneinzel  | Adrienn Kocsis                         | Lorena Blanco                        | Doriana Rivera                    |
| Herrendoppel | José Antonio Iturriaga Gustavo Salazar | Christian Erichsen Pedro Yang        | Oscar Brandon Hedwig de la Fuente |
| Herrendoppel | José Antonio Iturriaga Gustavo Salazar | Christian Erichsen Pedro Yang        | Miguel Arguelles Guillermo Perea  |
| Damendoppel  | Lorena Blanco Adrienn Kocsis           | Sabrina Cassie Teresa Montero        | Nathalie Haynes Rinia Haynes      |
| Damendoppel  | Lorena Blanco Adrienn Kocsis           | Sabrina Cassie Teresa Montero        | Sandra Jimeno Doriana Rivera      |
| Mixed        | Mario Carulla Adrienn Kocsis           | José Antonio Iturriaga Lorena Blanco | Gustavo Salazar Teresa Montero    |
| Mixed        | Mario Carulla Adrienn Kocsis           | José Antonio Iturriaga Lorena Blanco | Oscar Brandon Rinia Haynes        |